# Лінивка-строкатка великодзьоба
Лінивка-строкатка великодзьоба (Notharchus macrorhynchos) — вид дятлоподібних птахів родини лінивкових (Bucconidae).

## Поширення
Вид поширений на північному сході Південної Америки. Трапляється на крайньому сході Венесуели, північно-східній Бразилії, Гаяні, Суринамі та Французькій Гвіані. Мешкає на краю дощових лісів, у сухих вторинних лісах, мангрових лісах і плантаціях.

## Опис
Птах завдовжки до 25 см. Він має міцний чорний дзьоб з вигнутим кінцем, оточений вібрисами. Голова досить велика відносно до решти тіла. Коротка шия. Спина чорна. Голова біла з чорною короною та маскою. Є широка чорна грудна стрічка, а решта нижньої частини білого кольору. Боки рябі. Ноги короткі і слабкі, чорного кольору.

## Спосіб життя
Харчується комахами та їхніми личинками, та іншими дрібними членистоногими. Самиця відкладає 2 або 3 яскраво-білих яйця в нору, викопану в яру або термітнику.